# Saison 1924 de la NFL
Navigation
Édition précédente Édition suivante
La saison 1924 de la NFL est la cinquième saison de la National Football League. Elle voit le sacre des Bulldogs de Cleveland où évolue Jim Thorpe.